# Лабінський Андрій Йосифович
Лабінський Андрій Йосифович (18 квітня 1959 року) — український лікар, кандидат медичних наук, доцент кафедри реабілітації та нетрадиційної медицини  Львівського національного медичного університету імені Данила Галицького. Засновник і голова регіональної асоціації апітерапевтів України у Львові. Автор численних наукових праць з неврології. Засновник напрямку «нетрадиційна медицина» в Львівському університеті. Знавець гірудотерапії, апітерапії та інших форм натуропатії. Об'єднавши напрямки нетрадиційної медицини (Львів) й реабілітації (Трускавець), домігся створення окремої кафедри на факультеті післядипломної освіти.

## Напрямки підвищення кваліфікації для лікарів
- Апітерапія
- Гірудотерапія
- Фітотерапія
- Бальнеологія

## Наукові праці та конференції
1. Вплив немедикаментозної фіто- та гірудотерапії на вміст вільного холестерину у волоссі хворих на геморагічний інсульт / А. Й. Лабінський // Фітотерапія. — 2008. — N 3. — С. 19-22.
2. Лабінський А. Й., Кухарук С. Лікування корчів у дітей раннього віку з позиції гомеопатії // История Сабуровой дачи. Успехи психиатрии, неврологии, нейрохирургии и наркологии: Сборник научных работ Украинского НИИ клинической и экспериментальной неврологии и психиатрии и Харьковской городской клинической психиатрической больницы № 15 (Сабуровой дачи) / Под общ. ред. И. И. Кутько, П. Т. Петрюка. — Харьков, 1996. — Том 3. — С. 422–424.
3. Лабінський А. Й., Андріюк Л. В., Пилипчук І. Й. Лабінська Г. Б., Лабінський П. А., Лабінська М. А. Вплив апітерапії на вміст холестерину у волоссі хворих ішемічним інсультом[5]
4. Лабінський А. Й., Лабінська Г. Б., Лабінський П. А., Лабінська М. А. Досвід викладання апітерапії у Львівському національному медичному університеті ім. Данила Галицького[6]
5. Апітерапія та гірудотерапія початкових порушень мозкового кровообігу//Лабінський А. Й., к.м.н., доцент (м. Львів)[7]
6. Апітерапія атипічних форм невралгій Лабінський А. Й., к.м.н., доцент (м. Львів)[6]